# Padala-Gletscher
Der Padala-Gletscher (bulgarisch ледник Падала lednik Padala) ist ein 9 km langer und 3,9 km breiter Gletscher im westantarktischen Ellsworthland. In den Bangey Heights auf der Ostseite der nordzentralen Sentinel Range des Ellsworthgebirges fließt er nordwestlich des Kopsis- und ostsüdöstlich des Marsa-Gletschers von den nordöstlichen Hängen des Bezden Peak sowie den Südosthängen des Golemani Peak in nordöstlicher Richtung zum Embree-Gletscher, den er nordwestlich des Mount Hleven erreicht.
US-amerikanische Wissenschaftler kartierten ihn 1961 und 1988. Die bulgarische Kommission für Antarktische Geographische Namen benannte ihn 2014 nach der Ortschaft Padala im Westen Bulgariens.